# Scooby-Doo Magazyn
Scooby-Doo magazyn – wydawany przez Egmont Polska (do 2022 Media Service Zawada Sp. z o.o.) magazyn powstały na podstawie serialu animowanego Scooby Doo o przygodach psa Scooby'ego Doo i jego przyjaciół: Freda, Daphne, Velmy i Kudłatego. Pierwszy numer tego miesięcznika ukazał się w środku kwietnia 2006. W każdym numerze miesięcznika jest od 1 do 4 komiksów z psem Scooby Doo i jego przyjaciółmi oraz działy:
- Namierz potwora - zagadka, w której zadaniem jest szukanie ukrytych potworów, często także członków Tajemniczej Spółki,
- Scoomaj sam z zagadkami,
- Klub pod psem ze zdjęciami czytelników wraz ze swoimi psami
- Tajemnicza Skrzynka z rysunkami i listami czytelników. Zawsze jest też plakat, zapowiedź do następnego numeru i gadżet.

Magazyn był liderem w sprzedaży w segmencie prasy dziecięcej w latach 2008-2013.